# Осада Асторги (1810)
Осада Асторги была попыткой французских войск захватить Асторгу, Испания, во время Пиренейской войны, являющейся частью наполеоновских войн. Асторга находилась на фланге французского вторжения в Испанию и Португалию, и французы планировали использовать её в качестве штаб-квартиры во время кампании. В течение нескольких недель из-за отсутствия артиллерии ни одна сторона не предпринимала решительных действий. Однако вскоре после прибытия французских орудий в стене была проделана брешь, и после этого город пал. Французы одолели испанский гарнизон и захватили город 20 апреля 1810 года, потеряв 160 человек.

## Место расположения
Асторга находится в провинции Леон, на северо-западе Испании. Город находился на фланге французской армии, которая прошла через Испанию и вторглась в Португалию. Он построен на холме, являющемся частью гор Манзанал, что обеспечивало ему естественную защиту. Французы уже однажды потерпели поражение, пытаясь захватить город в сентябре 1809 года, после чего генерал Романа отремонтировал стены города и укрепил его оборонительные сооружения.

## Силы сторон
Французские войска являлись частью армии Андре Массены под командованием Жана Андоша Жюно. Жюно прибыл в Асторгу 21 марта с 8-м корпусом, состоящим из 12 тыс. человек, включая 1,2 тыс. кавалеристов. Силы Жюно также включали в себя ирландский легион, который присоединился чуть раньше в том же месяце. Асторга стала первым сражением для второго батальона легиона. Жюно поместил дивизию Бертрана Клозеля на позиции, удерживаемой Луазоном, при поддержке Солиньяка; Сент-Круа наблюдал за тылом.

## Осада
Генерал Луи Анри Луазон попытался захватить город в феврале 1810 года, поскольку хотел сделать его своей штаб-квартирой во время вторжения в Португалию; однако он оказался не готов атаковать столь мощные оборонительные сооружения, и был вынужден отступить. Войска Жюно пришли на помощь Луазону, но не взяли с собой осадные орудия. Потребовалось несколько недель, пока Жюно смог собрать достаточно артиллерии для взятия города. Тем временем французские войска вырыли окопы для осады. Следует отметить, у английских и испанских войск были те же проблемы, когда они в свою очередь отбивали город у французов в 1812 году. У гарнизона Асторги также не было осадных орудий: в течение нескольких недель ни одна сторона не предпринимала решительных действий. За это время Сантосильдес вывел из города 3 тыс. мирных жителей и пополнил припасы для осады, которая началась 21 марта 1810 года. Испанцы не могли ожидать никакой помощи от армии Веллингтона, которая осталась в Португалии. До прибытия осадных орудий не было никаких крупных боевых действий, кроме беспокоящего огня маленькой артиллерии Жюно и небольших вылазок защитников Асторги.
Наконец 15 апреля из Вальядолида прибыли 18 осадных орудий, и 20-го в стене города уже была проделана брешь. Французы штурмовали город на следующий вечер, однако, их первая атака была отбита, и они потеряли 300 человек. Те солдаты штурмовой роты, которые не были убиты, спрятались прямо внутри стены и удерживали свои позиции всю ночь. На следующее утро Сантосильдес сдался, когда французы начали готовиться к очередной атаке.

## Итог
У Сантосильдеса на момент сдачи почти не осталось боеприпасов: у испанцев оставалось менее 30 патронов на человека и только 8 артиллерийских выстрелов. Французы захватили 2,5 тыс. пленных и город, но это стоило им 160 убитых и 400 раненых. Гарнизон потерял 51 убитого и 109 раненых. Большинство французских жертв пришлись на штурм бреши. Ирландский легион возглавил атаку и понёс большие потери: мальчик-барабанщик капитана Джона Аллена продолжал отбивать сигнал к атаке даже после того, как потерял обе ноги, за что получил Орден Почётного легиона.